# Mine de Gevra
La mine de Gevra est une mine à ciel ouvert de charbon située en Inde,,. La mine serait une des plus importantes mines de charbon à ciel ouvert d'Inde et même d'Asie. Elle fait partie du bassin minier de Korba situé au sud de la ville de Korba. Le site a ouvert en 1981.